# トレン・デ・アラグア
トレン・デ・アラグア（Tren de Aragua）
またはアラグアの列車。ベネズエラ発祥のギャング組織。

## 概要
トゥレン・デ・アラグアは、アラグア州の鉄道の労働組合員らが不法行為で逮捕され、収監先のトコロン刑務所内で結成されたものである。メンバーは出所するとベネズエラ国内はもとより、不法移民としてボリビア、コロンビア、チリやペルーなどの南米諸国やアメリカ合衆国へ移動して拡大。各国で非合法活動を始めた。
2024年7月14日までに、アメリカのバイデン政権はトレン・デ・アラグアを国際犯罪組織に指定。アメリカ国内へ浸透していく様子を、バイデン政権高官は「新たに現出した危機」とも評した。
ベネズエラ国内では、2014年頃から誘拐や強盗、薬物取引、麻薬密売、売春、恐喝、金の違法採掘などに関与して台頭。2023年、ベネズエラ政府は軍と警察を動員して、幹部が活動拠点としていたトコロン刑務所を制圧。トレン・デ・アラグアを解体したと発表したが、幹部は逃亡した。

## アメリカ合衆国からの追放
2025年に発足したアメリカの第2次トランプ政権は、国内の不法移民に非寛容の姿勢を見せた。同年3月、ドナルド・トランプ大統領は、長らく使用されていなかった敵性外国人法の発動に署名。同法に基づき、アメリカで拘束されていたトレン・デ・アラグアのメンバー238人を国外退去処分とされ、エルサルバドルのテロリスト監禁センターに移された。